# Antrak Air Ghana
Antrak Air Ghana is een Ghanese luchtvaartmaatschappij met haar thuisbasis in Accra. De verbinding Accra-Düsseldorf wordt gevlogen door DBA uit Duitsland in opdracht van Antrak Air Ghana.
Antrak Air Ghana is opgericht in 2003 door Antrak Ghana.

## Diensten
Antrak Air Ghana voerde in de zomer van 2007 lijnvluchten uit naar:
Binnenland:
- Accra, Kumasi, Sunyani, Tamale.

Buitenland:
- Cotonou, Düsseldorf, Lomé, Ouagadougou.

## Vloot
De vloot van Antrak Air Ghana bestond in september 2011 uit:
- 1 ATR42-300F